# Recea (gmina w okręgu Ardżesz)
Recea – gmina w Rumunii, w okręgu Ardżesz. Obejmuje miejscowości Deagu de Jos, Deagu de Sus, Goleasca, Orodel i Recea. W 2011 roku liczyła 2992 mieszkańców.